# Chaux-Neuve

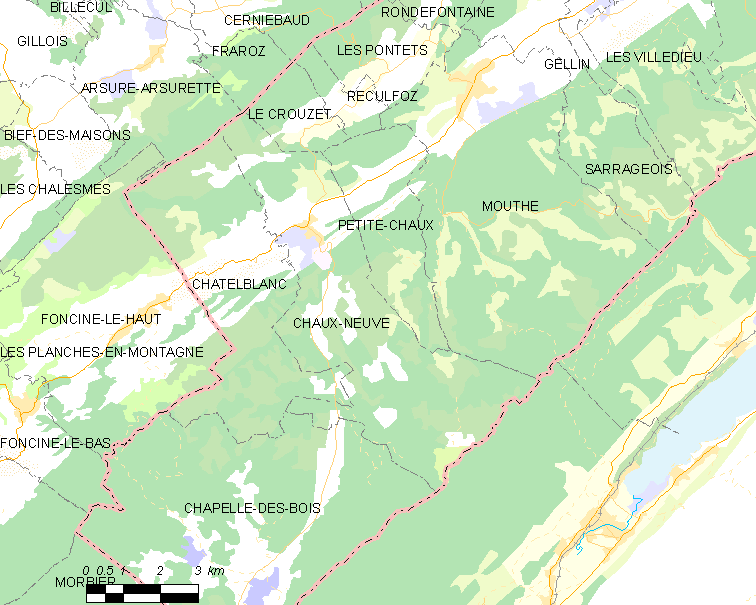

Chaux-Neuve ist eine französische Gemeinde mit 333 Einwohnern (Stand: 1. Januar 2022) im Département Doubs in der Region Bourgogne-Franche-Comté.

## Geographie
Chaux-Neuve liegt auf 991 m über dem Meeresspiegel, etwa 31 Kilometer südwestlich der Stadt Pontarlier (Luftlinie). Das Dorf erstreckt sich im Jura, in der breiten Längsmulde des Val de Mouthe am Cébriot, zwischen den Höhen der Haute Joux im Nordwesten und des Risoux im Süden, nahe der Grenze zur Schweiz.
Die Fläche des 28,31 km² großen Gemeindegebiets umfasst einen Abschnitt des französischen Juras. Die Landschaft ist geprägt durch parallel verlaufende Geländekämme und Längsmulden, die gemäß der Streichrichtung des Faltenjuras in dieser Region in Richtung Südwest-Nordost orientiert sind. Der zentrale Teil des Gebietes wird von einer rund zwei Kilometer breiten Längsmulde eingenommen, die in geologisch-tektonischer Hinsicht ein Synklinorium bildet. Entwässert wird das Gebiet durch den Cébriot nach Nordosten zum Doubs. Im Bereich von Chaux-Neuve weist die Mulde mehrere Moorgebiete und einzelne Moorweiher auf.
Auf seiner Nordwestseite wird die Längsmulde von Chaux-Neuve von den überwiegend bewaldeten Höhen der Haute Joux flankiert. Im Bois de la Côte de la Haute Joux, einem nordöstlichen Ausläufer des Croz Mont wird eine Höhe von 1202 m erreicht. Nach Süden erstreckt sich das Gemeindeareal über die nordöstlichsten Ausläufer des Mont Noir (bis 1190 m) in das unwegsame, dicht bewaldete Gebiet des Risoux, in dem sich Kuppen und Karstmulden abwechseln. Es gibt hier keine oberirdischen Fließgewässer, weil das Niederschlagswasser im verkarsteten Untergrund versickert. Mit 1384 m wird auf einer Kuppe des Grand Risoux die höchste Erhebung von Chaux-Neuve erreicht. Das Gemeindegebiet ist Teil des Regionalen Naturparks Haut-Jura (frz.: Parc naturel régional du Haut-Jura).
Zu Chaux-Neuve gehören neben dem eigentlichen Ort auch mehrere Weiler und zahlreiche Einzelhöfe, darunter:
- Le Lernier (1006 m) in einer Talmulde südlich des Dorfes
- Le Cernois (1114 m) in einer Senke zwischen dem Mont Noir und dem Risoux

Nachbargemeinden von Chaux-Neuve sind Chapelle-des-Bois im Süden, Châtelblanc im Westen, Arsure-Arsurette und Le Crouzet im Norden, Petite-Chaux und Mouthe im Osten sowie die schweizerische Gemeinde Le Chenit im Südosten.

## Geschichte
Das Gebiet, das bis im 13. Jahrhundert unbewohnt war, gehörte dem Abt von Saint-Claude. Von diesem erhielten es die Herren von Chalon-Arlay als Lehen und ließen die Burg von Châtelblanc errichten. Im 14. Jahrhundert wurden Chaux-Neuve gewisse Freiheitsrechte zugesprochen, um die Besiedlung der Gegend zu fördern. Chaux-Neuve gehörte nun zur Kastlanei Châtelblanc. Es war seit Mitte des 15. Jahrhunderts Kirchort, während Châtelblanc das Zentrum mit der Burg bildete. 1516 wurde das Gebiet zwischen den beiden Gemeinden aufgeteilt. Zusammen mit der Franche-Comté gelangte Chaux-Neuve mit dem Frieden von Nimwegen 1678 an Frankreich. Heute ist Chaux-Neuve Mitglied des Gemeindeverbandes Lacs et Montagnes du Haut-Doubs.

## Sehenswürdigkeiten

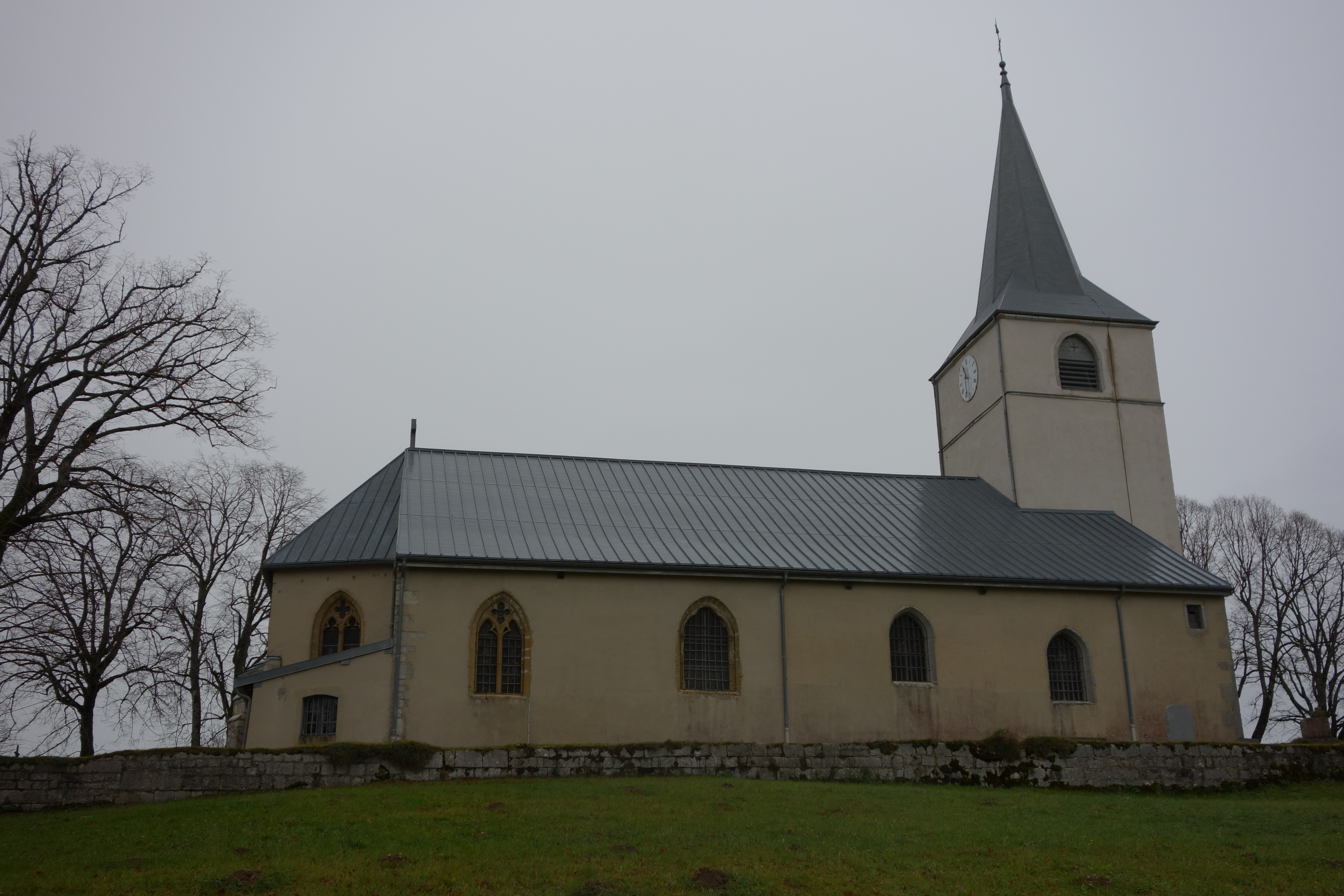
Kirche Saint-Jacquea

Die Dorfkirche Saint-Jacques erhielt ihre heutige Gestalt im Jahr 1607 durch Ausbau der ersten Kapelle aus dem 15. Jahrhundert; weitere Umgestaltungen erfolgten im Jahr 1684. Die Kirche besitzt eine reiche Innenausstattung, darunter eine Statuengruppe des heiligen Joseph mit dem Jesuskind aus dem 17. Jahrhundert.

## Bevölkerung
| Jahr                       | 1962 | 1968 | 1975 | 1982 | 1990 | 1999 | 2006 | 2016 |
| Einwohner                  | 274  | 252  | 202  | 180  | 191  | 223  | 253  | 312  |
| Quellen: Cassini und INSEE |      |      |      |      |      |      |      |      |

Mit 333 Einwohnern (1. Januar 2022) gehört Chaux-Neuve zu den kleinen Gemeinden des Départements Doubs. Nachdem die Einwohnerzahl in der ersten Hälfte des 20. Jahrhunderts markant abgenommen hatte (1886 wurden noch 527 Personen gezählt), wurde seit Beginn der 1980er Jahre wieder ein leichtes Bevölkerungswachstum verzeichnet.

## Wirtschaft und Infrastruktur
Chaux-Neuve war bis weit ins 20. Jahrhundert hinein ein vorwiegend durch die Landwirtschaft, insbesondere Milchwirtschaft und Viehzucht, sowie durch die Forstwirtschaft geprägtes Dorf. In den Moorgebieten wurde früher Torf gestochen. Daneben gibt es heute einige Betriebe des lokalen Kleingewerbes, darunter mechanische Werkstätten. Einige Erwerbstätige sind auch Wegpendler, die in den größeren Ortschaften der Umgebung ihrer Arbeit nachgehen.
Als Erholungsort in einem beliebten Ausflugsgebiet im Hochjura profitiert Chaux-Neuve heute auch vom Tourismus. Die Gemeinde ist sowohl auf den Sommertourismus (Wandern, Velofahren) als auch auf den Wintertourismus (Skisport) ausgerichtet. Chaux-Neuve besitzt einen Skilift, Langlaufloipen und einen Park für Polarhunde.
Die Ortschaft liegt abseits der größeren Durchgangsstraßen an der Departementsstraße D437, die von Saint-Laurent-en-Grandvaux nach Pontarlier führt. Weitere Straßenverbindungen bestehen mit Le Crouzet und via Chapelle-des-Bois mit Morez.

## Sport
Das Skisprungstadion Stade de la Côte Feuillée in Chaux-Neuve ist regelmäßig Austragungsort eines Weltcup der Nordischen Kombination.